# Gothic 3
Готика 3 је акциона игра улога са тематиком фантазије намењена за Windows окружење која потиче од стране Немачког произвођача игара званог Piranha Bytes. Ово је наставак на пређашњи део игре Готика 2. Иако је била доступна свима на Енглеском, основно издање је било на Немачком. Игра је пуштена преко Европске уније 13.10.2006.-е и такође била доступна и у Северној Америци од 20.11.2006.-е. Издање које се појавило у Северној Америци у себи садржи и две надоградње које су се појавиле након издања у Енглеској. Колекционарско издање је такође садржало додатни колекционарски материјал. JoWooD је издао и стандардну надоградњу, названу Готика 3 - Напуштени богови, 21.11.2008.-е године.

## Прича

### Пролог
Готика 1 нам прича причу о безименом хероју, човеку који се игром случаја нашао усред разних дешавања у казеној колонији. Колонија је била природно подручје окружено магичним штитом или у игри звана баријера, што доста личи на непробојну куполу. Током развоја приче, безимени јунак упознаје неколико карактера у игри, најзначајнији су ту карактери који се зову: Дијего, Ли, Кор Ангар, Лестер, Горн, Ларес, Милтен и Зардас. Неки од ових карактера су повезани са различитим фракцијама у самој игри, и ту спадају „Стари камп“, „Нови камп“ и „Мочварни камп“. Исто тако, са овим фракцијама повезани су и водени и ватрени магови, из чијих кругова је Зардас протеран. Зардас, некромансер, игра централну улогу у преживљавању и напредовању главног јунака. Коначно, он упућује јунака напред ка коначном циљу да заустави призивање звери зване „Спавач“, али је улаз добро чуван од стране Оркова који су направили ту камп. Хероју помаже ту Орк Шаман под називом Ур-Шак, који је направио артефакт који ће спречити Оркове да га нападају. Након овога, безимени херој протерује „Спаваа“ по цену да без мало изгуби живот у том процесу.
Други део Готике нам говори да је Зардас васкрсао безименог јунака и тако се прича наставља. Сада се налази на локацији изван града Корониса, где га је Зардас задужио да истражи ново зло које прети Коринису и околини. Током развоја приче, безимени јунак се поново повезује са старим пријатељима из првог дела док се прилагођава структуралној промени фракција. Док је казнена колонија била одсечена од остатка острва, окружење око ње су окупирали Оркови. Сада постоје сасвим нове фракције и оне су:
1. „Милиција-Паладини“ Кориниса
2. „Ватрени магови“
3. „Плаћеници-Ловци на змајеве“

Водени магови су се такође нашли овде ал као једна од фракција која нема неког утицаја. Како је открио извор зла које прети Коринису, јунак окупља посаду од пријатеља од највише поверења и плови са њима до оближњег острва. Тако се суочавају са великим не-мртвим змајем, након чијег убиства се комплетира главни задатак у том делу игре. Овај део се завршава тако што јунак са својом посадом одлази са острва.
Готика 2 поседује надоградњу звану "Ноћ гаврана“. У овом наставку, јунак се суочава са многим променама и са новим неистраженим светом који је додат. Овде сада најважнију улогу играју водени магови. Такође овде постоји нова фракција под именом „Кругови воде“ који подједнако имају исту повезаност са воденим маговима, исто тако са ватреним маговима и Паладинима. Главни противник овде је „Гавран“, који је био другокомандујући код Гомеза, вође старог кампа из првог дела. Гавран жели овде да командује Белијаровом армијом, злог бога, једног од тројице богова који се јављају у игри, а све то је хтео да постигне уз помоћ моћног оружја које је познато под називом „Балиарова канџа“.

### Заплет
Трећи део отвара могућност главном јунаку и његовим пријатељима да одплове на нови континент, који је у међувремену прегажен од стране Оркова. Искцавање се одвија код Миртане, мале насеобине, која се налази у централном делу континента. Овде јунак почиње своју пустоловину без и једне ствари коју је поседовао у претходим деловима игре пошто је брод украден непосредно након што је он са Милтеном, Дијегом, Горн-ом и Лестером отишао на обалу до насеља Миртана. Са тог континента је вероватно проистекла и инвазија Оркова која је послата на Коринис, у другом делу игре. Та острва немају физичку повезаност са Коринисом или са рушевинама казнене колоније. У овим шумовитим пределима, Оркови су поробили људско краљевство и остало је неколико слободних људи који живе у једва насељивим северним пространствима Нордмара и јужним деловима пустиње Варант. Овде сада јунак мора да одлучи да ли ће да се прикључи побуњеницима и свргнутом краљу, или Орковима који су узурпирали људску територију у остваривању њиховог циља уништавања последњег људског упоришта или да одабере пут који га води у сигурну смрт. Кроз причу, следе га доста карактера које управља рачунар, од којих су неки стари пријатељи из претходних делова. Поред карактера који су од битног значаја из претходних делова (Зардас, Дијего, Милтен, Горн, Лестер, Ли и Ватрас) јунак се упознаје са још два карактера који су од битног значаја а један од њих је краљ Робар други (особа која ј лично одговорна за слање безименог јунака у казнену колонију) и Зубен. Иако је краљ био јак и способан владар, сада се суочава са тоталним поразом и са тоталним губитком славе. Зубен је предводник Хашишина који насељавају јужни део Варант региона.

## Играње
Играч мора да комплетира све задатке и да побије све дивље животиње и чудовишта како би добио поене са којима може да унапреди своје вештине. У овом делу имамо репутацију за сваку фракцију па на основу тога јунак може или не може да има приступ одређеним деловима које та фракција поседује. Иако постоје 6 фракција у овом делу игре, само 3 нуде могућност да постанете њихов члан а то су:
1. Побуњеници
2. Плаћеници који раде за Оркове
3. Хашиши

Преостале фракције су:
1. Ренџери
2. Номади
3. Људи из Нордмара

Јунак је у стању да на основу извршавања задатака добије приступ и репутацију по градовима, а исто тако и да их ослободи ако то одлучи. Сами дијалози у игри се мењају у зависности од јунаковог понашања и акција током игре. У игри је специјално обраћена пажња на интераговање са околином кроз коју се крећете. У игри је примењен борбени систем који функционише тако што имате временско ограничење за сваки ударац или комбинацију удараца, на основу којег се захтева од играча да прочита говор тела нападача и избегне ударац или зада контра ударац. Како год, у пракси, многи играчи су пронашли борбени систем који је јединствен а једноставно се може описати као систем „брзо кликтање“ и на основу тога не дате нападачу ни делић секунде да предахне. Најуспешнија стратегија током борбе испоставило се на основу тога, кликтати на леви тастер миша што је брже могуће, и ако је темпирано прецизно и на време кликтање, непријатељ се веома лагано порази. Саме контроле су незнатно измењене са јачим фокусом на саму акцију током борбе. Навигација и борба се базирају махом на контролу преко миша, где свако дугме на мишу има различиту реакцију током борбе. Овде безимени херој такође може да носи веће оружје које се носи у две руке или да носи штит.

## Критике
Како је објављена игра у октобру 2006.-е, Готика 3 је била номинована као најбоља игра од Е3 од стране IGN-а. Након пуштања игре у промет, највећа брига је била око „багова“ саме игре. Данијел Вилкс похваљује игру за „брдо задатака, истраживања територије и прилаз борби“. Међутим, критиковао је „конзумирање хране, јер није верно представљено"
| Преглед резултата критика |           |
| ------------------------- | --------- |
| Публикације               | Резултат  |
| GameRankings              | 63.94/100 |
| Metacritic                | 63/100    |

| Ревизија критика         |          |
| ------------------------ | -------- |
| Публикације              | Резултат |
| Computer and Video Games | 8.5/10   |
| Eurogamer                | 8/10     |
| GameSpot                 | 7.6/10   |
| GameSpy                  | 1.5/5    |
| IGN                      | 4.9/10   |

### Рангирање
У Енглеској, игра је добила оцену 16+ на ранг листи "PEGI". У Немачкој, рејтинг је постигао 12+ на листи "USK". У Сједињенима Америчким Државама и Канади, Готика 3 је окарактерисана са оценом Т (енг. "Teen") од стране "ESRB". Садржина игре је идентична на свакој верзији која је пуштена у промет широм света.

## Издање и дистрибуција
Игра је објављена 13.-ог Октобра 2006.-е године преко Европске уније у Енглеској, Немачкој, Шпанији и Пољској (У Пољској је издање пуштено у промет 3.-ег Новембра 2006.-е године). Северно Америчка верзија је објављена 20.-ог Новембра исте године. Верзија која је пуштена у Енглеској била је 1.04. Северно Америчка верзија је била са додатих 2 надоградње, од којих је прва била 1.07, а она која је уследила после била је 1.12. Колекционарско издање је такође садржало бонусе са укљученим колекционарским материјалом.

## Разилажење издавача и дистрибутера
Након објављивања са брдо проблема и грешака у коду, расправа између издавача и развојног тима водио је њиховом разилажењу у 2007.-ој години. Игра је остала са последњом надоградњом која је била 1.12 у веома баговитом и недовршеном стању, и најава даљих надоградњи и едитора није била завршена. Између осталог, власник лиценце, издавач "Jowood" је одобрио приступ изворном коду развојном тиму из зајенице играча и на тај начин омогућивши обожаваоцима да се побрину са значајне проблеме и багове самостално.
У годинама када се волонтирало и када рад није плаћан заједници обожавалаца, иста та заједница је произвела разне закрпе и последња верзија је била 1.75 која је објављена 2012.-е године. Са овом закрпом и са величином од 1,5GB уведене су значајне измене и побољшања тако да је коначно објављена верзија игре са којом се могло играти а да се не бојимо да ће нам отказати током игре неги њен део. Такође, „Пројекат приче од стране заједнице“ ради на томе да поправи све багове у претходним верзијама игре.

### Независна надоградња
21.-ог Новембра 2008.-е године JoWooD Entertainment је објавио независну надоградњу, под називом "Готика 3 - Напуштени богови", развијена од стране Trine Games. „Готика 3- Напуштени богови“ је исто била баговита верзија игре а касније је то кориговано у такозваној „побољшаној верзији“ од стране Mad Vulture Games, компаније која проистекла од стране заједнице обожавалаца.

## Техничке карактеристике

### Погон
Готика 3 је опремљена са комбинованим погоном званим "Genome погон“, који подржава Pixel Shader 3.0, има multithreaded дизајн и који укључује динамичко осветљење. Физичка симулација је подржана погоном PhysX погоном. Исто тако користи интегрисани преглед података за исцртавање дрвећа и биљака, Bink Video технологију од стране RAD Game Tools за сцене, и исто тако FMOD систем звука за репродукцију звука.

### Минимум системских захтева
Неки најосновнији системски захтеви које корисник мора да испуни да би играо ову игру су следећи:
- 2 GHz Intel Pentium 4
- 768 MB RAM-а
- Препоручена графичка картица је ATI X1600 или Nvidia GeForce 6800 или нека боља у зависности од могућности корисника.[5]